# Rohan Robinson
Rohan Robinson, född 15 november 1971, är en friidrottare från Australien. Han deltog vid olympiska sommarspelen 1996 och olympiska sommarspelen 2000.